# Storia di un crimine
Storia di un crimine (in russo История одного преступления?, Istoria odnogo prestuplenija) è un film d'animazione sovietico del 1962 diretto da Fëdor Chitruk, realizzato presso lo studio Sojuzmul'tfil'm.

## Trama
È la storia di un uomo che vive una giornata particolarmente ricca di eventi che lo portano a un punto di nervosismo tale da non controllarsi più e aggredire due vicine di casa che stanno animatamente discutendo nel cortile condominiale.